# San Francesco in meditazione (Caravaggio Roma)
San Francesco in meditazione è un dipinto realizzato nel 1605 dal pittore italiano Michelangelo Merisi da Caravaggio.

## Storia
Il dipinto San Francesco in meditazione o San Francesco che parla con un teschio, non ha purtroppo documentazione biografico-storica, tuttavia è noto come all'opera pittorica su san Francesco il pittore si sia particolarmente dedicato sin dal S. Francesco che riceve le stimmate o S. Francesco e l'Angelo o S. Francesco in Estasi commissionato dal cardinale Francesco Maria del Monte, sia per volontà del committente, sia perché spinto dal clima riformistico che teneva proprio al rilancio della fede attraverso la figura del Santo. Un prototipo S. Francesco in meditazione, è ammesso dalla critica ma ancora oggi si dibatte sulla autografia: o quello della chiesa di S. Pietro a Carpineto Romano (oggi alla Galleria nazionale d'arte antica di Palazzo Barberini a Roma) o quello della chiesa dei Cappuccini di S. Maria Immacolata a Roma, o, cosa meno probabile, entrambi. 
Dagli inizi del XIX secolo, quando venne rinvenuto nella sacrestia della chiesa dei Cappuccini il dipinto, per lungo tempo, si è creduto che il solo originale, donato da Francesco Rustici fra 1617 e 1619, fosse questo; poi, nel 1967 Maurizio Marini rinvenne nella sacrestia della chiesa di S. Pietro a Carpineto Romano, un dipinto uguale, che venne pubblicato l'anno dopo da Maria Vittoria Brugnoli e che subito attirò l'attenzione della critica contendendo il primato dell'autografia a quello romano. Il dipinto di Carpineto venne commissionato da Pietro Aldobrandini al pittore intorno al 1606, dopo l'omicidio Tomassoni, quando Caravaggio, fuggito da Roma riparò in cerca di protezione nei feudi Colonna; lo stesso Aldobrandini lo donò nel 1609 alla chiesa di San Pietro a Carpineto Romano.
Ferdinando Bologna, a differenza della maggior parte dei critici, ritiene che il prototipo caravaggesco non sia stato ancora trovato e che invece gli altri due dipinti siano solo delle ottime copie. I risultati diagnostici e l'analisi stilistico-iconografica propendono per una autografia del dipinto di Carpineto Romano. Rossella Vodret ha sottolineato come in questo vi siano chiari pentimenti visibili ai raggi X, mentre in quello della chiesa dei Cappuccini a Roma, non vi sono; inoltre, oltre alla costruzione più semplificata di quest'ultimo, vi sono altri particolari differenti che favorirebbero la tela di Carpineto: la corda del saio, ad esempio, in questo è ben definita nella trama, certamente studiata dal vero, mentre quella dei Cappuccini è resa da una sola pennellata semplificatrice. Insomma, come sottolineato da Fabio Scaletti, la tela autografa sarebbe quella di Carpineto Romano, mentre quella dei Cappuccini dovrebbe essere una copia da mercato, realizzata, sotto la supervisione dell'artista, da collaboratori con interventi del maestro.

## Descrizione e stile
Il dipinto, databile fra 1605 e 1606, rappresenta una sintesi delle esperienze di poco precedenti del pittore, e delinea il chiaro spunto controriformistico della mistica gesuita che sarà fatta propria dai cappuccini francescani. Nel periodo della Controriforma, si era data grande importanza alla raffigurazione dei culti e all'immagine dei Santi, in particolare proprio di S. Francesco, per il rilancio del cattolicesimo. Specialmente del Santo ai piedi della Croce di Cristo o in meditazione o che riceve le stimmate, piuttosto che le singole immagini della Vita. Il richiamo al pauperismo dei primi secoli cristiani, l'avvento sulla scena della cristianità dei frati cappuccini approvati nel 1528 da Clemente VII, la predicazione per il ritorno alla Regola di Francesco, vedevano immagini dove regnava la semplicità e la povertà, allo stesso modo di rappresentazioni del Santo in Preghiera in conversazione con le ossa o con il teschio, come nel dipinto di Caravaggio, grazie anche alla predicazione e alla popolarità di Felice da Cantalice, il cappuccino molto popolare a Roma, rappresentato dal Cavalier d'Arpino e da Rubens, che vestiva poveramente, girava a fare la questua a piedi nudi, costruiva croci di legno, si ritirava in meditazione. Nel dipinto di Caravaggio vediamo proprio la raffigurazione di un frate (sotto il cappuccio la Brugnoli osservando le radiografie ha potuto notare come vi fosse un pentimento nella presenza di un cappuccio a punta, tipico dei cappuccini) con meditazione sul teschio, vestito poveramente, con un saio bucato e rattoppato che tiene in mano un teschio, davanti ad un tronco segato su cui posa una croce fatta di due semplici assi. Nel dipinto di Carpineto, la luce che illumina il santo evidenzia delle tonalità rossastre e bluastre sul naso e le orecchie che indicano come il Santo avvertisse i rigori dell'inverno e del gelo dentro la grotta, effetti certamente studiati dal vero da Caravaggio. Sulla testa del Santo vediamo una sottile aureola, che è piuttosto rara nei dipinti religiosi di Caravaggio, ma che segue le indicazioni in materia di pittura religiosa che erano state date dal cardinale Paleotti nella sua opera sulle modalità che i pittori dovevano seguire per evitare gli errori della raffigurazione sacra. Una particolarità dell'iconografia, che mostra come il pittore si sia voluto attenere all'immagine del Santo come era stata tramandata dai biografi e quindi anche alla raffigurazione della sua autentica semplicità e povertà, consiste nella modalità tipica della preghiera che i frati Cappuccini avevano derivata da Bonaventura da Bagnoregio, il quale racconta come Francesco pregava sulla nuda terra scalzo, senza cappuccio, in ginocchio, senza appoggiarsi. Allo stesso modo rappresenta una innovazione l'aspetto iconografico del rapporto del Santo con il teschio tenuto in mano e fissato con sguardo assorto e meditabondo. Il guardare la morte, la nostra 'sorella morte corporale', poteva prendere ispirazione dal salmo 88,49 : " Quale vivente non vedrà la morte, sfuggirà al potere degli inferi?", ma l'iconografia riprendeva la tematica del memento mori e della vanitas, intesa come vacuità e precarietà della vita di fronte alla certezza e ineluttabilità della morte: da una parte era un richiamo alla predicazione medievale, dall'altra apriva la via a quell'aspetto della natura morta in cui compare il teschio accanto a fiori, frutti o strumenti musicali, o libri. Una iconografia che si precisa meglio in un altro San Francesco di Caravaggio, S. Francesco in preghiera del Museo Civico di Cremona, databile intorno al 1606, in cui accanto all'albero secco, al Santo molto più sofferente, si vedono sul davanti un libro di preghiere, un teschio e la croce (vedi voce in Wikipedia).
Il San Francesco in meditazione  (unitamente al San Francesco in preghiera) rappresenta modalità e aspetti compositivi di forme, luci e ombre che apriranno alla grande e tragica pittura del Caravaggio meridionale.